# Die Promoterin
Die Promoterin (Originaltitel: Against the Ropes) ist ein US-amerikanischer Spielfilm aus dem Jahr 2003. Ihm liegen Motive der Lebensgeschichte Jackie Kallens zugrunde, die sich als eine der ersten weiblichen Promoter erfolgreich in der Boxbranche durchsetzen konnte.

## Handlung
Jackie Kallen, die Nichte der Boxlegende Ray Kallen, wuchs mit dem Boxsport auf. Sie begeistert sich für den Sport, hat es jedoch nur zur Sekretärin eines Box-Promoters in Cleveland geschafft. Ihr Boss arbeitet mit dem Manager Sam LaRocca zusammen, dem Verbindungen zur Mafia nachgesagt werden und der als einer der mächtigen Männer im Hintergrund gilt. Als bei einem Kampf LaRoccas Mann verliert, lässt er ihn fallen. Jackie, die seinen Umgang mit den Boxern kritisiert, erhält den Vertrag des Verlierers für einen Dollar – und soll beweisen, dass sie es besser kann.
Der Boxer erweist sich als drogenabhängig und wird beim ersten Besuch Jackies von einem anderen Mann zusammengeschlagen. Diesen Mann, er heißt Luther Shaw, kauft Jackie aus dem Gefängnis frei und nimmt ihn schließlich unter Vertrag. Sie wird seine Promoterin, gewöhnt ihm den „Straßenkampfstil“ ab und bessere Manieren an. Unterstützt wird sie vom früheren Trainer Felix Reynolds, der nach einem Schlaganfall eigentlich den Boxsport aufgegeben hatte, und von Gavin, dem Moderator eines lokalen Fernsehsenders.
Luther Shaw entpuppt sich als Ausnahmetalent. Schnell spricht sich sein Talent im Training herum und LaRocca zeigt sich als schlechter Verlierer: Er lässt seinen Einfluss spielen, damit Jackie Shaw in Cleveland und Umkreis zu keinem Kampf anmelden kann. Über kleine Boxkämpfe außerhalb Clevelands kann sich Shaw langsam einen Namen machen. Bald interessieren sich größere Fernsehstationen für Shaw, aber vielmehr noch für Jackie, die als erste erfolgreiche Promoterin den Boxsport revolutioniert. Jackie steigt der Erfolg zu Kopf, auf einer Pressekonferenz demütigt sie Shaw wegen seiner schlechten Grammatikkenntnisse und bringt schließlich entgegen allen Absprachen vor einem bedeutenden Kampf das Fernsehteam von HBO in Shaws Kabine. Der kündigt ihr die Zusammenarbeit auf. Auch Gavin, der Shaws Karriere bereits von Anfang an begleitet und ihn in seinen Sendungen unterstützt hat, kündigt Jackie die Freundschaft, da sie seinen Exklusivvertrag der Berichterstattung für den großen Sender HBO ignoriert hat.
Jackie erkennt, dass sie Fehler gemacht hat. Da Shaw sofort einen Vertrag bei LaRocca unterzeichnen will, jedoch an Jackies Vertrag gebunden ist, löst sie seinen Vertrag unter einer Bedingung: Er soll einen Kampf gegen den amtierenden Weltmeister Pedro Hernandez erhalten. LaRocca stimmt zu und setzt den Kampf an: In nur drei Wochen soll Shaw gegen den Champion in den Ring steigen und allen ist klar, dass er ihn nach so kurzer Vorbereitungszeit nicht besiegen kann.
Da eine weitere Bedingung LaRoccas war, dass Jackie nie wieder bei einem Shaw-Kampf am Ring stehen soll, hört diese den Beginn des Kampfs im Radio und sieht später aus größerer Entfernung zu. Schon nach der zweiten Runde geht Shaw fast k. o. und Jackie stürmt an den Ring. Sie entschuldigt sich bei ihm und gibt ihm in letzter Sekunde die wertvollen Hinweise, die ihm schließlich den Sieg gegen Hernandez ermöglichen. Shaw wird der neue Box-Weltmeister, Jackie jedoch hat zu diesem Zeitpunkt die Halle schon wieder verlassen.
Nach dem Kampf feiern Shaw, LaRocca und seine Männer den Sieg. Jackie betritt mit Felix Reynolds den Raum. Es folgt eisige Stille, als Shaw auf sie zutritt. Er beginnt zu applaudieren und alle anderen – auch LaRocca und seine Männer – stimmen schließlich in den Applaus ein.

## Vorlage
Das Drehbuch basiert auf der Geschichte der Journalistin Jackie Kallen, die seit Ende der 1980er Jahre erfolgreiche Boxmanagerin ist und mehrere ihrer Vertragsboxer zur Weltmeisterschaft brachte. Die filmische Umsetzung wird in der überwiegenden Zahl der Kritiken als nicht gelungen bezeichnet. In erster Linie wird dabei die Person Meg Ryan aufgegriffen und damit die in den letzten Jahren bereits mehrfach aufgeworfene Frage, ob sie mit ihrem Image als romantische Rollen spielende Schauspielerin für solche dramatischen Rollen geeignet ist.

## Kritik
„Die Geschichte ist ebenso vorhersagbar wie klischeereich, rettet sich jedoch dank überraschender inszenatorischer Zwischentöne gut über die Runden. Dabei bekommt die Fabel von der weißen Erfolgsfrau und dem zum Spitzensportler geformten schwarzen Schläger reizvolle Widerhaken, die pointiert den Sexismus in der Boxbranche aufspießen.“

Die Deutsche Film- und Medienbewertung FBW in Wiesbaden verlieh dem Film das Prädikat wertvoll.